# Scopula achrosta
Scopula achrosta är en fjärilsart som beskrevs av Louis Beethoven Prout 1935. Scopula achrosta ingår i släktet Scopula och familjen mätare. Inga underarter finns listade.